# Eurecom
 (novembre 2021).
EURECOM est l'une des 204 écoles d'ingénieurs françaises accréditées à délivrer un diplôme d'ingénieur spécialisée dans les sciences du numérique, notamment la sécurité numérique, les systèmes de communication et la science des données. Elle délivre aussi un diplôme d’ingénieur de spécialisation (post master).
EURECOM est membre fondateur du Campus SophiaTech de Sophia Antipolis.

## Implantation géographique

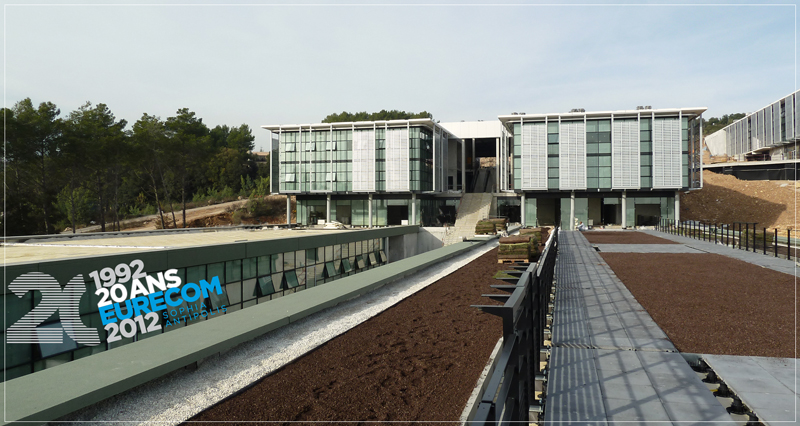
Bâtiment Eurecom au sein du Campus SophiaTech.

EURECOM est implanté dans le parc scientifique de Sophia Antipolis au sein du Campus SophiaTech inauguré en octobre 2013.

## Membres et partenaires
EURECOM a été créé en 1991 en tant que groupement d'intérêt économique. Les membres actuels du consortium sont:
Membres industriels : Orange, BMW Group Research & Technology, NortonLifeLock, SAP, IABG ;
Membres institutionnels : Principauté de Monaco ;
Membres universitaires : Institut Mines-Télécom, EDHEC Business School, Aalto University (Helsinki), Politecnico di Torino, Université technique de Munich (TUM), Université norvégienne de sciences et de technologie, École polytechnique Chalmers (Suède), Université technique de Prague (CTU), TU Wien, ITMO Université (St-Petersburg), Université de Liège
L'Institut Mines-Télécom est membre fondateur du consortium EURECOM.
EURECOM est membre du pôle de compétitivité Secured Communication Solutions (SCS).

## Enseignement

### Diplôme d'ingénieur (Bac+5)
Le 15 octobre 2021, EURECOM a été accrédité par la Commission des Titres d'Ingénieur (CTI) a délivrer des diplômes d'ingénieur et intègre le Concours Commun Mines-Ponts pour la rentrée de 2022,.

### Diplôme d'ingénieur Spécialisé (Bac+6)
En 2012, EURECOM a été accrédité par la CTI (Agence Française d'Accréditation pour la Formation des Ingénieurs) pour délivrer deux diplômes post-master (Diplôme d'ingénieur spécialisé), ouverts aux candidats titulaires d'un master complété.

### Masters
EURECOM propose 4 diplômes de master: en Science des données, en sécurité numérique, en systèmes pour informatique mobile et en Internet des Objets (IoT) .
L'école propose également un programme de master ERASMUS MUNDUS en cybersécurité en collaboration avec l'université Aalto.

### Doctorat
EURECOM propose aussi des programmes de doctorat. Les diplômes de doctorat sont délivrés par Sorbonne Université et l'École Doctorale Informatique, Télécommunications et Électronique (EDITE). En 2022, EURECOM accueillait une centaine de doctorants.  
En 2020, EURECOM a signé un accord de partenariat de double diplôme avec l' EDHEC Business School (École des Hautes Études Commerciales du Nord) à la fois sur la gestion (entreprise) et l'Internet des Objets (ingénierie).
EURECOM est également un partenaire co-organisateur de l'école d'été BMW Group organisée chaque année.

## Recherche
En 2022, EURECOM compte 26 membres du corps professoral et une centaine de doctorants. 
Deux laboratoires de recherche de Télécom Paris sont associés à EURECOM[réf. nécessaire]: System on Chip et l'Équipe DEIXIS Sophia (USAGE).

## Classements
2025
- 1er en Innovation parmi les établissements d'enseignement supérieur en France et en Europe (Scimago 2025)

- 4e parmi les institutions de recherche françaises en sciences du numérique (Guide2Research 2024, Research.com)[23][réf. à confirmer]
- 5e école d'ingénieurs préférée des étudiants (HappyAtSchool 2024)
- Formations accréditées[réf. nécessaire] par la CGE (Conférence des Grandes Écoles), la CTI (Commission des Titres d'Ingénieur) et Hcères (Haut Conseil de l'évaluation de la recherche et de l'enseignement supérieur)
- Labellisé HappyAtSchool 2025® et 4DIGITAL par la CGE[réf. souhaitée]

2021
- 501/550 globalement en informatique et systèmes d'information par QS World University Rankings[24]

- Classé par U-Multirank dans le "Top 25" globalement en[25] :
  - "Mobilité étudiante"(#4 France)
  - "Co-publications avec des partenaires industriels" (#1 France)

2020
- 3ème parmi les 25 meilleurs établissements en "Co-publication avec des partenaires industriels" par U-Multirank [26].
- 3ème parmi les 25 meilleurs établissements en «Mobilité étudiante» par U-Multirank[27].
- 2ème Université d'Informatique et d'Électronique en France par Guide2Research [28].

2019
- 551/600 dans le monde entier en informatique et systèmes d'information par QS World University Rankings[29].

2018
- 11ème établissement d'enseignement supérieur en France par Scimago Institutions Rankings[30].
- Cinq étoiles QS dans l'enseignement, l'employabilité et les installations[31].